# Parinari gracilis
Parinari gracilis är en tvåhjärtbladig växtart som beskrevs av João Geraldo Kuhlmann. Parinari gracilis ingår i släktet Parinari och familjen Chrysobalanaceae. Inga underarter finns listade i Catalogue of Life.